# Japan Cup de 2019
A 28.ª edição da Japan Cup celebrou-se a 18 de outubro de 2019 sobre uma distância de 144,2 quilómetros com início e final em Utsunomiya no Japão.
A carreira fez parte do UCI Asia Tour de 2019 como concorrência de categoria 1.hc sendo a última competição deste circuito para a temporada de 2019. O neerlandês Bauke Mollema da Trek-Segafredo conseguiu a vitória e acompanharam-no no pódio, como segundo e terceiro classificado respectivamente, o canadiano Michael Woods da EF Education First e o neozelandés Dion Smith da Mitchelton-Scott.

## Percorrido
A Japan Cup dispôs de um percurso total de 144,2 quilómetros dando 14 voltas a um circuito de 10,3 km em Utsunomiya.

## Equipas participantes
Tomaram parte na carreira um total de 21 equipas, dos quais 5 são equipas UCI WorldTour, 4 equipas de categoria Profissional Continental, 11 Continentais e a selecção do Japão, quem conformaram um pelotão de 121 ciclistas dos quais terminaram 40. As equipas participantes foram:
| Equipes WorldTeam (5)- Bahrain-Merida - EF Education First - Mitchelton-Scott - Team Jumbo-Visma - Trek-Segafredo Equipes profissionais Continentais (4)- Delko-Marseille Provence - Nippo Vini Fantini Faizanè - Team Novo Nordisk - Wallonie Bruxelles Equipes Continentais (11)- Ljubljana Gusto Santic - Sapura - Thailand Continental - Wildlife Generation p/b Maxxis - Team Ukyo - Matrix Powertag - Kinan Cycling Team - Utsunomiya Blitzen - Shimano Racing Team - Bridgestone Cycling - Nasu Blasen Equipe nacional- Japão |
| |

## Classificação final
As classificações finalizaram da seguinte forma:
| \| Classificação geral \| Classificação geral \| Classificação geral \| Classificação geral \| Classificação geral \| \| Ciclista \| Ciclista \| Equipe \| Tempo \| \| \| ------------------- \| ------------------- \| -------------------------- \| ------------------- \| ------------------- \| \| 1. \| Bauke Mollema \| Trek-Segafredo \| 3h41m13s \| \| \| 2. \| Michael Woods \| EF Education First \| + 1s \| \| \| 3. \| Dion Smith \| Mitchelton-Scott \| + 44s \| \| \| 4. \| Francisco Mancebo \| Matrix Powertag \| + 44s \| \| \| 5. \| Sepp Kuss \| Team Jumbo-Visma \| + 44s \| \| \| 6. \| Hideto Nakane \| Nippo-Vini Fantini-Faizanè \| + 52s \| \| \| 7. \| Neilson Powless \| Team Jumbo-Visma \| + 2m09s \| \| \| 8. \| Robert Gesink \| Team Jumbo-Visma \| + 2m09s \| \| \| 9. \| Kenny Molly \| Wallonie Bruxelles \| + 2m31s \| \| \| 10. \| Orluis Aular \| Matrix Powertag \| + 2m31s \| \| |                   |                            |          |
| |                   |                            |          |
| Fonte: ProCyclingStats |                   |                            |          |
| Classificação geral |                   |                            |          |
| Ciclista | Ciclista          | Equipe                     | Tempo    |
| 1. | Bauke Mollema     | Trek-Segafredo             | 3h41m13s |
| 2. | Michael Woods     | EF Education First         | + 1s     |
| 3. | Dion Smith        | Mitchelton-Scott           | + 44s    |
| 4. | Francisco Mancebo | Matrix Powertag            | + 44s    |
| 5. | Sepp Kuss         | Team Jumbo-Visma           | + 44s    |
| 6. | Hideto Nakane     | Nippo-Vini Fantini-Faizanè | + 52s    |
| 7. | Neilson Powless   | Team Jumbo-Visma           | + 2m09s  |
| 8. | Robert Gesink     | Team Jumbo-Visma           | + 2m09s  |
| 9. | Kenny Molly       | Wallonie Bruxelles         | + 2m31s  |
| 10. | Orluis Aular      | Matrix Powertag            | + 2m31s  |

## UCI World Ranking
A Japan Cup outorgou pontos para o UCI World Ranking para corredores das equipas nas categorias UCI WorldTeam, Profissional Continental e Equipas Continentais. As seguintes tabelas mostram o barómetro de pontuação e os 10 corredores que obtiveram mais pontos:
| Posição   | 1.º | 2.º | 3.º | 4.º | 5.º | 6.º | 7.º | 8.º | 9.º | 10.º | 11.º | 12.º | 13.º | 14.º | 15.º | 16.º-30.º | 31.º-40.º |
| Pontuação | 200 | 150 | 125 | 100 | 85  | 70  | 60  | 50  | 40  | 35   | 30   | 25   | 20   | 15   | 10   | 5         | 3         |

| Classificação |                 |                            |        |
| Posição       | Ciclista        | Equipa                     | Pontos |
| ------------- | --------------- | -------------------------- | ------ |
| 1.º           | Bauke Mollema   | Trek-Segafredo             | 200    |
| 2.º           | Michael Woods   | EF Education First         | 150    |
| 3.º           | Dion Smith      | Mitchelton-Scott           | 125    |
| 4.º           | Paco Mancebo    | Matrix-Powertag            | 100    |
| 5.º           | Sepp Kuss       | Jumbo-Visma                | 85     |
| 6.º           | Hideto Nakane   | Nippo-Vini Fantini-Faizanè | 70     |
| 7.º           | Neilson Powless | Jumbo-Visma                | 60     |
| 8.º           | Robert Gesink   | Jumbo-Visma                | 50     |
| 9.º           | Kenny Molly     | Wallonie Bruxelles         | 40     |
| 10.º          | Orluis Aular    | Matrix-Powertag            | 35     |